# Reynolds County
Das Reynolds County ist ein County im US-amerikanischen Bundesstaat Missouri. Im Jahr 2020 hatte das County 6096 Einwohner und eine Bevölkerungsdichte von 2,9 Einwohnern pro Quadratkilometer. Der Verwaltungssitz (County Seat) ist Centerville, das nach seiner damals zentralen Lage im County benannt wurde.

## Geografie
Das County liegt im mittleren Südosten von Missouri in den Ozarks und ist im Süden etwa 80 km von Arkansas entfernt. Es hat eine Fläche von 2109 Quadratkilometern, wovon 8 Quadratkilometer Wasserfläche sind. An das Reynolds County grenzen folgende Nachbarcountys:
| Dent County    |               | Iron County  |
| Shannon County |               |              |
|                | Carter County | Wayne County |

## Geschichte

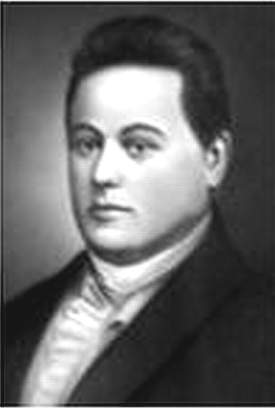
Reynolds

Das Reynolds County wurde 1845 gebildet. Benannt wurde es nach Thomas Reynolds (1796–1844), dem siebenten Gouverneur von Missouri (1841–1845).

## Demografische Daten
Nach der Volkszählung im Jahr 2010 lebten im Reynolds County 6696 Menschen in 2878 Haushalten. Die Bevölkerungsdichte betrug 3,2 Einwohner pro Quadratkilometer. In den 2878 Haushalten lebten statistisch je 2,27 Personen.
Ethnisch betrachtet setzte sich die Bevölkerung zusammen aus 96,5 Prozent Weißen, 1,0 Prozent Afroamerikanern, 0,7 Prozent amerikanischen Ureinwohnern, 0,2 Prozent Asiaten sowie aus anderen ethnischen Gruppen; 1,7 Prozent stammten von zwei oder mehr Ethnien ab. Unabhängig von der ethnischen Zugehörigkeit waren 1,2 Prozent der Bevölkerung spanischer oder lateinamerikanischer Abstammung.
22,5 Prozent der Bevölkerung waren unter 18 Jahre alt, 56,9 Prozent waren zwischen 18 und 64 und 20,6 Prozent waren 65 Jahre oder älter. 48,8 Prozent der Bevölkerung war weiblich.

Das jährliche Durchschnittseinkommen eines Haushalts lag bei 32.059 USD. Das Pro-Kopf-Einkommen betrug 16.964 USD. 21,3 Prozent der Einwohner lebten unterhalb der Armutsgrenze.

## Ortschaften im Reynolds County
Citys
- Bunker1
- Centerville
- Ellington

Unincorporated Communities
| - Black - Corridon - Edgehill - Garwood - Greeley | - Hadley - Lesterville - Marcoot - Monterey - Munger | - Oates - Redford - Reynolds - Ruble - West Fork |

1 – teilweise im Dent County

## Gliederung
Das Reynolds County ist in sechs Townships eingeteilt:
| Township             | Einwohner (2010) | FIPS     |
| -------------------- | ---------------- | -------- |
| Black River Township | 594              | 29-06094 |
| Carroll Township     | 1314             | 29-11530 |
| Jackson Township     | 504              | 29-36062 |
| Lesterville Township | 744              | 29-41726 |
| Logan Township       | 2708             | 29-43598 |
| Webb Township        | 832              | 29-78100 |